# Krystalizator
Krystalizator to aparat, w którym realizuje się proces krystalizacji.

## Znaczenia
- Krystalizator (chemia) – płaskie naczynie laboratoryjne, jeden z rodzajów zlewki.
- Krystalizator (metalurgia) – otwarta z obu stron wlewnica, chłodzona wodą membranową, której przekrój poprzeczny odpowiada przekrojowi poprzecznemu odlewanego wlewka. Krystalizatory stosuje się w procesach ciągłego odlewania metali.